# Sarah Palin
Sarah Louise Heath Palin (Sandpoint, Idaho, 11 februari 1964) is een Amerikaanse politica van de Republikeinse Partij. Ze was van 4 december 2006 tot en met 26 juli 2009 gouverneur van Alaska en ze was de running mate van de republikeinse presidentskandidaat John McCain bij de verkiezingen van november 2008.
Haar kandidatuur voor de post van vicepresident werd op 29 augustus 2008 bekendgemaakt en verraste waarnemers. Palin stond op de lijst van mogelijke kandidaten, maar leek aanvankelijk weinig kans te maken. Het was de eerste keer dat de republikeinen een vrouw nomineerden voor het vicepresidentschap. Op 3 juli 2009 maakte Palin bekend dat ze zich niet herkiesbaar stelt in de gouverneursverkiezing in 2010, op 26 juli 2009 trad ze af als gouverneur van Alaska.
Na de presidentsverkiezingen van 2008 werd Palin actief in de Tea Party-beweging, een protestbeweging gericht tegen overheidsuitgaven en belastingmaatregelen van de regering van president Obama.

## Levensloop

### Jeugd
Palin is de dochter van Sarah Sheeran Heath, een schoolsecretaris, en Charles R. Heath, leraar natuurwetenschappen („science”). Ze heeft Engelse, Ierse en Duitse voorouders. Haar familie verhuisde naar Alaska toen Sarah een kind was.
Ze zat op de Wasilla High School in Wasilla, Alaska, en was daar onder meer voorzitster van de Vereniging van Christelijke Atleten en was aanvoerster van het basketbalteam. Daar kreeg ze de bijnaam Sarah Barracuda (een roofvis) vanwege haar felle speelstijl.
In 1984 won Palin de schoonheidswedstrijd voor Miss Wasilla en werd tweede in de Miss Alaska Pageant, waarmee ze een studiebeurs won. Palin haalde een B.Sc. in journalistiek aan de Universiteit van Idaho in 1987. Hier volgde ze ook een minor in politieke wetenschappen. Ze trouwde op 29 augustus 1988 met Todd Palin, haar vriend sinds de middelbare school. Hierna werkte ze als sportverslaggeefster voor een lokale tv-zender.

### Politieke carrière
Palin was van 1992 tot 1996 gemeenteraadslid in Wasilla, waarna ze werd gekozen en herkozen als burgemeester van Wasilla (1996-2002). In 2002 stelde ze zich zonder succes verkiesbaar als luitenant-gouverneur (de tweede positie in de staat, na de gouverneur) bij de Republikeinse voorverkiezingen. Ze werd hier verslagen door Loren Leman.
In 2003 en 2004 werd Palin door gouverneur Murkowski benoemd als lid van de Alaska Oil and Gas Conservation Commission, met ethiek als haar portefeuille. In 2003 stapte ze op uit protest tegen wat ze beschreef als lack of ethics (gebrek aan ethiek), waarbij haar signalen met betrekking tot het overtreden van de wet en belangenverstrengelingen werden genegeerd door de Republikeinse politici.
In 2006 werd Palin gekozen tot de jongste en eerste vrouwelijke gouverneur van Alaska. Hierbij versloeg ze de zittende gouverneur Frank Murkowski in de partijvoorverkiezingen en de Democratische voormalig gouverneur, Tony Knowles.
Op 29 augustus 2008 maakte John McCain bekend dat hij Palin had gekozen als zijn running mate, de kandidaat voor de positie van vicepresident. De verrassende beslissing (gezien het verschil in stijl tussen de twee) was ingegeven door McCains adviseurs; McCain zelf had liever Joe Lieberman als running mate gehad, maar liet zich overtuigen dat Palin een strategische keus was. Hiermee is zij de tweede vrouwelijke vicepresidentskandidaat namens een grote partij (de eerste was Geraldine Ferraro voor de Democraten in 1984) en de eerste namens de Republikeinse partij. Daarnaast is ze de eerste politicus uit Alaska die door een grote politieke partij is genomineerd als kandidaat in de (vice)presidentiële verkiezingen.

### Na haar nominatie als kandidaat VP

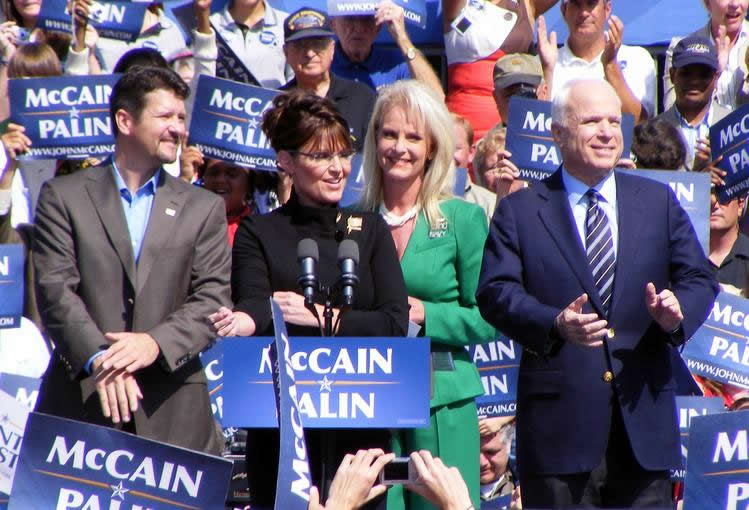
Sarah Palin met John McCain op campagne

Nadat Palin door McCain naar voren was geschoven als kandidaat voor het vicepresidentschap, braken allerlei geruchten door in de media. Eerst werd gesuggereerd dat Palins jongste zoon - die lijdt aan het syndroom van Down - niet van haar, maar van haar oudste dochter was. Dit omdat er nergens foto's zouden zijn gevonden van een zwangere gouverneur. Het gerucht werd korte tijd later ontkracht. Onmiddellijk daarop werd door de familie Palin bekendgemaakt dat Palins oudste dochter zwanger was en van plan het kind te houden en te trouwen met de vader. Op 2 september 2008 werd bericht dat Palin steun zou hebben verleend aan de Alaska Independence Party. Ook dit gerucht werd echter ontkracht. McCain liet inmiddels weten dat Palin voldoende gescreend was door zijn team en nog steeds achter de kandidatuur van Palin te staan.

### Troopergate
Ook kwamen geruchten aan het licht dat Palin als gouverneur haar invloed zou hebben aangewend om haar ex-zwager, Mike Wooten, een state trooper (lid van het politiekorps van de staat Alaska), te laten ontslaan.
Op 10 oktober verklaarde een onderzoekscommissie van beide partijen in het parlement van Alaska unaniem dat zij als gouverneur haar macht misbruikt had en in strijd met de wet van de staat gehandeld had door trooper Wooten te laten ontslaan. De wetgevende vergadering, die in meerderheid Republikeins was, stelde daarmee Walt Monegan, Wootens baas, in het gelijk. Deze was ook ontslagen nadat hij geweigerd had Wooten te ontslaan, omdat hij vond dat dit ontslag gebaseerd was op familieredenen van de Palins. Palin heeft altijd ontkend dat de reden van Monegans ontslag deze weigering was, maar de commissie aanvaardde deze redenering niet.
In eerste instantie had zij ook verklaard aan het onderzoek van de commissie te zullen meewerken, maar zodra zij kandidate werd voor het vicepresidentschap begon zij de voortgang van het proces te belemmeren door te verhinderen dat haar mensen, nu in de McCain campagne, zouden gaan getuigen. Op de dag van de uitspraak vonden er ook demonstraties plaats bij het Alaskaanse parlement waar McCain-aanhangers zich verkleed hadden als kangoeroes. In Amerika is een kangoeroe-hof een metafoor voor onrechtmatige rechtspleging.
Een tweede onderzoek door de Alaska Personnel Board (de door Palin zelf benoemde Personeelsraad van Alaska) pleitte Palin op 3 november 2008 vrij van de aantijgingen.

## Politiek profiel
Palin is een conservatieve populiste. Ze vindt dat het leven bescherming verdient vanaf de conceptie. Het huwelijk moet volgens haar voorbehouden blijven voor de verbintenis tussen één man en één vrouw. Haar antiabortusvisie uitte zich ook in haar eigen leven: in april 2008 kreeg zij een kind met het syndroom van Down met voorkennis van deze afwijking. Ze is een vooraanstaand en jarenlang lid van de National Rifle Association (NRA), een Amerikaanse belangenorganisatie die voor het behoud is van het tweede amendement van de grondwet van de Verenigde Staten. Ze is ook een groot voorstandster van olieboringen in het natuurpark Arctic National Wildlife Refuge (ANWR) in Alaska, een standpunt waarmee ze zich de woede van vele natuurliefhebbers op de hals haalde.
In haar eerste nationale televisie-interview op 11 september 2008 verklaarde Palin op het vlak van de sociale zekerheid een hard beleid in eigen land te zullen toepassen. Op het vlak van de buitenlandse politiek verklaarde ze dat oorlog met Rusland mogelijk zou kunnen zijn indien dat land NAVO-leden, inclusief Georgië en Oekraïne wanneer deze zouden zijn toegetreden, weer zou aanvallen.

## Wereldbeeld

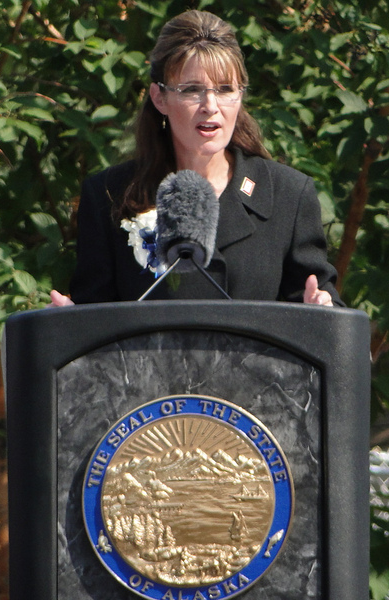
Palins afscheidstoespraak als gouverneur

Palin is verbonden aan de Wasilla Bible Church, een onafhankelijk kerkgenootschap met een evangelisch-charismatische inslag. Voorheen was ze lid van een pinkstergemeente. Ze beschouwt zichzelf als een "Bijbelgelovige christen".

## Na de presidentsverkiezingen
Uit een interview op 9 november 2008, vijf dagen na de verkiezingen, met een Alaskaanse krant en tv-station bleek dat Palin de nederlaag van McCain en zichzelf toeschreef aan het beleid van de zittende president Bush. Onder meer verzuchtte ze: ‘Hoe kon een republikeinse regering zorgen voor een staatsschuld van tien biljoen dollar? Hoe kon een republikeins bestuur blunderen met een oorlogsstrategie?’. Met dat laatste verwees ze naar de Irakoorlog. Tevens bevestigde ze dat ze niet uitsloot in 2012 een gooi te gaan doen naar het presidentschap. John McCain gaf pas tegen het eind van zijn leven toe dat hij er spijt van had, Palin en niet Lieberman als running mate te hebben genomen.
Na de verloren verkiezingen werd Palin een van de boegbeelden van rechts Amerika. Ze liet zich inhuren als spreker op bijeenkomsten van de Tea Party en ging presentatiewerk doen voor de televisiezender Fox. Als gouverneur van Alaska trad ze in 2009 af.
Na de aanslag van 8 januari 2011 op het Democratische Congreslid Gabrielle Giffords werden Sarah Palin en de Tea Partybeweging beschuldigd van het scheppen van het klimaat waarin de aanslag kon gebeuren. Enige tijd later liet Palin weten zich niet te zullen kandideren voor de presidentsverkiezingen van 2012. Tijdens de campagne van dat jaar trad ze niet meer op de voorgrond, en begin 2013 liet FOX weten haar contract niet te hebben verlengd.
Op 1 april 2022 kondigde ze haar politieke comeback aan door zich kandidaat te stellen voor de zetel van Alaska in het Huis van Afgevaardigden. Ze werd uiteindelijk niet gekozen. De democraat Mary Peltola kreeg de zetel.

## Trivia
- In de aanloop naar de verkiezing parodieerde actrice Tina Fey meermaals Sarah Palin in het populaire programma Saturday Night Live.

- Bibsys: 11055333
- Bibliothèque nationale de France: cb16521470s (data)
- Gemeinsame Normdatei: 136641318
- International Standard Name Identifier: 0000 0001 2098 8720
- Library of Congress Control Number: no2007007261
- Nationale Bibliotheek van Tsjechië: js20080915004
- Nationale Bibliotheek van Israël: 987007570851305171
- Nationale Bibliotheek van Polen: a0000002939326
- Nederlandse Thesaurus van Auteursnamen: 323852963
- LIBRIS: 331788
- SNAC: w6bz9j0m
- Système universitaire de documentation: 171856791
- Virtual International Authority File: 7159878
- WorldCat: E39PBJr83mvmJFm8HPdgYwjgrq